# Stadsmajor
Stadsmajor är en militär chef närmast underställd stadskommendant i befästa städer. Det var även en hög befattning inom Stockholms borgerskaps militärkårer. När dessa avskaffades 1869 hade befattningen, som inrättades 1631, varit vakant i flera år. Befattningen fanns även vid Göteborgs borgerskaps militärkårer, men försvann då denna kår upplöstes 1793.